# Filadélfia (Bahia)
Filadélfia é um município brasileiro do estado da Bahia.

## História
O território que compõem a contemporâneo município de Filadélfia foi originariamente povoado por diversas etnias indígenas, com destaque para os povos genericamente denominados de cariris.
Com a invasão portuguesa nos territórios indígenas no interior do Nordeste, houve a expansão dos domínios sesmariais dos proprietários "curraleiros" com destaque para a família dos descendentes do latifundiário "Garcia d'Ávila", família que viria ser conhecida historicamente como a Casa da Torre.
Os povos indígenas que viviam neste território foram expulsos da terra que tradicionalmente ocupavam, deslocando-se para outras regiões para sobreviver. Assim, os indígenas remanescentes acabaram sendo aldeados entre os séculos XVII e XVIII nas Missões religiosas do Sahy (Senhor do Bonfim da Tapera), de São Francisco Xavier (atual Jacobina Velha) e de Bom Jesus da Glória de Jacobina (Santo Antônio de Jacobina).
Em razão desse esquecimento do território pelas autoridades políticas do século XIX e do século XX, a região, que era conhecida como Várzea do Curral, teria recebido incursões de cangaceiros, como Lampião.
Na década de 1980, com o fim da ditadura militar e a promulgação da Constituição Federal de 1988, as reivindicações da população de Filadélfia passaram a ser mais escutadas pelas autoridades políticas instituídas com a redemocratização do Brasil, o que levou a Assembléia Legislativa da Bahia a decidir emancipar politicamente a localidade para formar o Município de Filadélfia. Assim, a AL-BA acabou criando este novo ente municipal em 9 de maio 1985, desmembrando-o do município de Pindobaçu.

## Organização Político-Administrativa
O Município de Filadélfia possui uma estrutura político-administrativa composta pelo Poder Executivo, chefiado por um Prefeito eleito por sufrágio universal, o qual é auxiliado diretamente por secretários municipais nomeados por ele, e pelo Poder Legislativo, institucionalizado pela Câmara Municipal de Filadélfia, órgão colegiado de representação dos munícipes que é composto por vereadores também eleitos por sufrágio universal.

### Atuais autoridades municipais de Filadélfia
- Prefeito: Lourivaldo Pereira Maia - UNIÃO (2021/-)[10]
- Vice-prefeito: Odejonnes Barbosa Pereira - PSC (2021/-)[10]
- Presidente da Câmara: Lailson Miranda Nascimento - UNIÃO (2021/-)[10]